# عليا الطرب بالتلاتة (فلم)
عليا الطرب بالتلاتة فيلم مصري من إنتاج عام 2006.
تاريخ صدور الفيلم يوافق عشية عيد الفطر في مصر 1427 هـ.

## قصة الفيلم
كوميديا غنائية تدور من خلالها طموحات وأحلام مجموعة أصدقاء يشد كل منهما آذر الآخر ويساندون بعضهم البعض في كل ما يواجههم من مشاكل.. حيث الصديق (محمد عطية) الذي يسانده اصدقاؤه في مشاكله مع زوجته محاولين تلطيف الأمور بينهما في الوقت ذاته يحاول محمد مساعدة أصدقائه في كل ما يتعرضون له من أزمات.

## الممثلون
- محمد عطية
- ريهام عبد الغفور
- دينا
- ريكو
- سعد الصغير
- حجاج عبد العظيم
- محمد شرف
- سليمان عيد
- إسماعيل فرغلي

## روابط خارجية
- مقالات تستعمل روابط فنية بلا صلة مع ويكي بيانات